# Xã Payson, Quận Adams, Illinois
Xã Payson (tiếng Anh: Payson Township) là một xã thuộc quận Adams, tiểu bang Illinois, Hoa Kỳ. Năm 2010, dân số của xã này là 1.795 người.